# Bivilliers
Bivilliersis een plaats en voormalige gemeente in het Franse departement Orne in de regio Normandië en telt 61 inwoners (2009). De plaats maakt deel uit van het arrondissement Mortagne-au-Perche.

## Geschiedenis
Bivilliers is op 1 januari 2016 gefuseerd met de gemeenten Autheuil, Bresolettes, Bubertré, Champs, Lignerolles, La Poterie-au-Perche, Prépotin, Randonnai en Tourouvre tot de gemeente Tourouvre au Perche. 

## Geografie
De oppervlakte van Bivilliers bedraagt 4,1 km², de bevolkingsdichtheid is dus 14,9 inwoners per km².
De onderstaande kaart toont de ligging van Bivilliers met de belangrijkste infrastructuur en aangrenzende gemeenten.

## Demografie
Onderstaande figuur toont het verloop van het inwonertal (bron: INSEE-tellingen).
Autheuil · Bivilliers · Bresolettes · Bubertré · Champs · Lignerolles · La Poterie-au-Perche · Prépotin · Randonnai · Tourouvre